# Indotyphlops pammeces
Indotyphlops pammeces är en ormart som beskrevs av Günther 1864. Indotyphlops pammeces ingår i släktet Indotyphlops och familjen maskormar. Inga underarter finns listade i Catalogue of Life.
Denna orm förekommer i sydöstra Indien. Den lever i torra buskskogra. Indotyphlops pammeces gräver i lövskiktet och i det översta jordlagret. Honor lägger ägg.
I vissa områden hotas arten av landskapsförändringar. IUCN kategoriserar arten globalt som livskraftig.